# Hareth Nahi
Hareth Nahi, född 10 januari 1969, är specialist och överläkare inom internmedicin och hematologi. Han har haft positionen som seniorkonsult vid avdelningen för hematologi vid Karolinska universitetssjukhuset i Huddinge sedan 2001. Han är även docent i hematologi, gruppledare vid Center for Hematology, och regenerativ medicin (HERM) vid avdelningen för medicin på Karolinska Institutet sedan år 2011. Han disputerade vid Karolinska Institutet 2007.
Forskningsprogrammet han arbetar med fokuserar på cytogenetiska och terapeutiska mekanismer vid multipelt myelom. Dr Nahi har också varit ordförande för Nordic Myeloma Study Group (NMSG) sedan november 2015. Hans andra akademiska meriter inkluderar att vara medlem i Black Swan Research Initiative (BSRI)-kommittén. Tidigare möten inkluderar gästredaktör för Lancet Oncology, konsult för Glycostem (cancerimmunterapiföretag) och medgrundare av Vycellix. Dr Nahi är författare och medförfattare till mer än 80[när?] peer-reviewed publikationer och har deltagit i många kliniska prövningar med fokus på multipelt myelom men också involverat patienter med AML och lymfom.